# St. Marien-Hospital Hamm

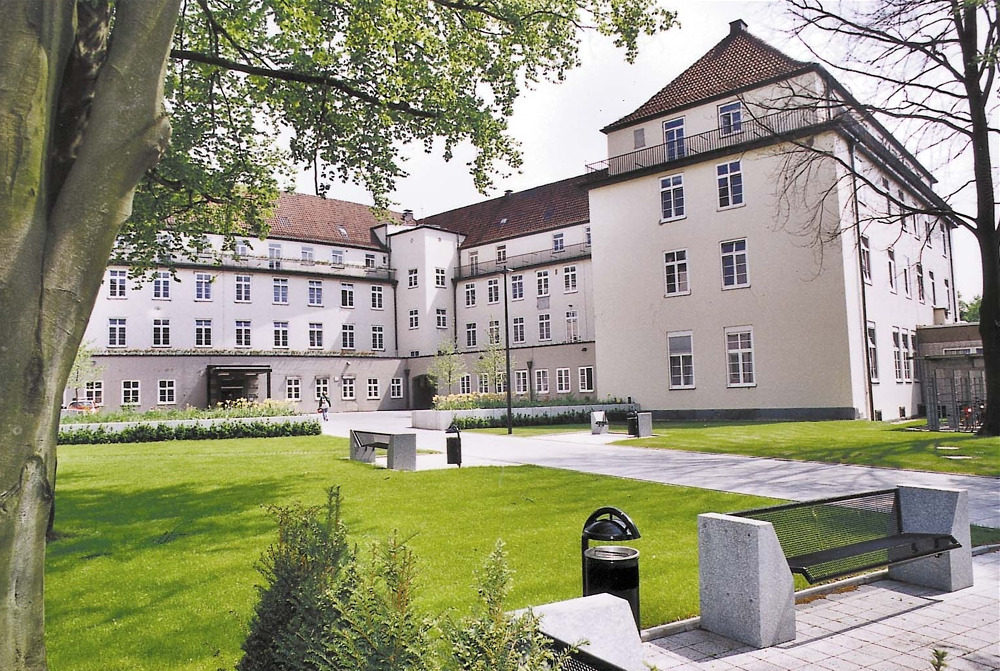
Klinik Knappenstraße

Das St. Marien-Hospital Hamm ist 2014 mit dem Evangelischen Krankenhaus Hamm fusioniert. Seither firmiertes als Johanniter-Kliniken Hamm GmbH mit insgesamt drei Standorten.

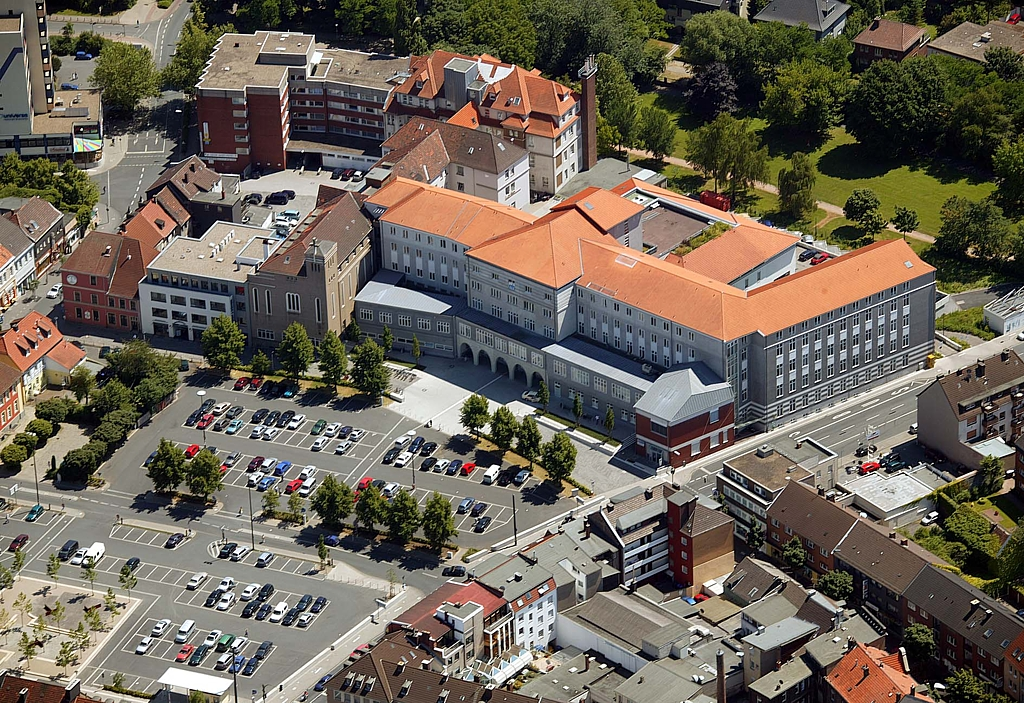
Klinikstandort Nassauerstraße

## Geschichte
Während der Cholera-Epidemie im Sommer 1849 entsandte die Genossenschaft der „Barmherzigen Schwestern des heiligen Vincenz von Paul“ Krankenschwestern zur ambulanten Pflege nach Hamm. Die Genossenschaft folgte damit einem Ruf der St.-Agnes-Gemeinde. Aus dieser Aufgabe heraus wurde das St.-Marien-Hospital Hamm von den Schwestern des heiligen Vincenz am 18. Dezember 1849 gegründet. Nach einigen Erweiterungen wurden von 1924 bis 1928 die Gebäudeteile errichtet, die die Grundsubstanz des heutigen Hauses darstellen. Im Zweiten Weltkrieg wurde das Hospital durch Luftangriffe zu 70 Prozent zerstört. Die Aufbauarbeiten gingen zügig voran und bereits zum 100-jährigen Bestehen des Hospitals standen wieder 350 Betten zur Verfügung.
In den folgenden Jahren setzten sich die Erneuerungen fort. Das Schwesternwohnheim (1976) ist in diesem Zusammenhang ebenso zu nennen wie der 1. Bauabschnitt des OP-Bereichs, der Neubau der Klinik für Nuklearmedizin und schließlich der Neubau der Psychiatrischen Klinik in den Jahren 1993–1995.
1984 übernahm das St.-Marien-Hospital Hamm die Kinderklinik St. Elisabeth am Nordenwall aus der Trägerschaft der Kirchengemeinde St. Agnes. Auch das Krankenhaus der Bundesknappschaft in der Knappenstraße wurde in diesem Jahr vom St.-Marien-Hospital übernommen. 1999 ging die Kinderklinik St. Elisabeth in der Klinik für Kinder- und Jugendliche in Hamm auf.
Das Krankenhauses ist seit 2011 ein Unternehmen der SJG St. Paulus GmbH (vorm. Katholische St.-Johannes-Gesellschaft Dortmund gGmbH), die seit 2021 unter dem Dach der Kath. St. Paulus Gesellschaft im Verbund mit weiteren katholischen Kliniken im Ruhrgebiet steht. Im Januar 2024 erfolgte ein weiterer Wechsel des Gesellschafters: Zusammen mit dem Evangelischen Krankenhaus Hamm bildet es unter dem Dach der Johanniter GmbH die Johanniter-Kliniken Hamm.
2014 folgte die Übernahme durch die Johanniter GmbH. Gemeinsam mit dem Evangelischen Krankenhaus bildet es jetzt die Johanniter-Kliniken Hamm GmbH.

## Fachabteilungen
Das St. Marien-Hospital Hamm ist ein Schwerpunktkrankenhaus mit 13 medizinischen Fachrichtungen.
- Orthopädisch-Traumatologisches Zentrum (OTZ) mit
  - Klinik für Orthopädie und orthopädische Chirurgie
  - Klinik für Unfall-, Hand- und Wiederherstellungschirurgie
- Klinik für Angiologie und Allgemeine Innere Medizin
- Klinik für Gefäßchirurgie
- Kooperatives Hals-, Nasen-, Ohren-Belegarztzentrum
- Klinik für Anästhesiologie und Intensivmedizin
- Klinik für Geriatrie, Altersmedizin, Frührehabilitation und Diabetologie
- Klinik für Kardiologie, Intensivmedizin und Allgemeine Innere Medizin (mit Chest Pain Unit)
- Klinik für Neurologie und regional zertifizierte Stroke Unit (Schlaganfalleinheit)
- Klinik für Nuklearmedizin
- Klinik für Psychiatrie, Psychotherapie und Psychosomatik
- Institut für diagnostische und interventionelle Radiologie

## Medizinische Zentren
- Orthopädisch-Traumatologisches Zentrum (OTZ)
- Gefäßzentrum in Kooperation mit niedergelassenen Ärzten
- Ambulantes Operationszentrum (AOZ)
- HNO-Belegarztzentrum
- Kompetenzzentrum Diabetes
- Schlaganfallzentrum / Stroke Unit
- Zentrum für Altersmedizin
- Kompetenznetz Parkinson
- Kompetenzzentrum Diabetes
- Departement für Schmerzmedizin

## Besonderheiten
Es werden zwei Intensivstationen mit insgesamt 26 Betten, eine zertifizierte Stroke Unit (Schlaganfalleinheit) mit acht Betten betrieben.
Ergänzt wird das medizinische Behandlungsspektrum durch die therapeutischen, pflegerischen und beratenden Berufsgruppen wie z. B. die Physio-, Ergo-, Logopädie, die Gesundheits- und Krankenpflege und die Krankenhausseelsorge.
Über den Klinikaufenthalt hinausgehende Angebote betreffen Prävention, Nachsorge und Therapie, psychosoziale Dienste und Pflegeüberleitung.
Das St. Marien-Hospital dient als akademisches Lehrkrankenhaus der Westfälischen Wilhelms-Universität Münster, der Klinik für Psychiatrie, Psychotherapie und Psychosomatik als Universitätsklinik der Privaten Universität Witten/Herdecke sowie der Klinik für Neurologie als kooperierende Klinik der Privaten Universität Witten-Herdecke.